# Les lleis de la termodinàmica
Les lleis de la termodinàmica (originalment en castellà, Las leyes de la termodinámica) és una pel·lícula de comèdia espanyola del 2018 dirigida i escrita per Mateo Gil. La pel·lícula és una comèdia romàntica, però es presenta parcialment com un documental amb el protagonista "friqui de la física" Manel, que intenta explicar el comportament i les emocions dels personatges utilitzant les lleis. S'ha doblat en català per TV3, que la va emetre per primer cop el 6 de juliol de 2020.

## Repartiment
- Vito Sanz com a Manel
- Berta Vázquez com a Elena
- Chino Darín com a Pablo
- Vicky Luengo com a Eva
- Irene Escolar com a Raquel
- Josep Maria Pou com a professor Amat
- Andrea Ros com a Alba
- Daniel Sánchez Arévalo com a Daniel Sánchez Arévalo
- Alicia Medina com a model d'anunci
- Marta Aguilar com a noia
- José Javier Domínguez com a cambrer
- Txell Aixendri com a infermera
- Carlos Olalla com a psicòleg

## Producció
Les lleis de la termodinàmica va ser produïda per Zeta Cinema, Atresmedia Cine i On Cinema 2017 i va comptar amb la participació de Netflix, Televisió de Catalunya, Atresmedia, l'ICAA i l'ICEC.

## Estrena
Distribuïda per Sony Pictures Entertainment Iberia, es va estrenar en cinemes a Espanya el 20 d'abril de 2018. Es va incorporar el 31 d'agost de 2018 al catàleg de Netflix en determinades regions.